# Aborichthys tikaderi
Aborichthys tikaderi es una especie de peces de la familia Balitoridae en el orden de los Cypriniformes.

## Morfología
• El macho puede llegar alcanzar los 10,5 cm de longitud total.

## Distribución geográfica
Se encuentra en Arunachal Pradesh (India ).

## Hábitat
Es un pez de agua dulce.